# 第ゼロ感
『第ゼロ感』は、10-FEETの通算22枚目のシングル。配信限定シングルとして2022年11月9日にEMI Recordsよりリリースされた。

## 概要
前作より5か月ぶりとなるシングル。表題曲は映画『THE FIRST SLAM DUNK』のエンディング主題歌。
「SLAM DUNK」はど真ん中世代の作品なので、お話しをいただいた時は本当に驚きました。劇伴制作は初めてで、想像できない世界でありましたが、このチームでなら素晴らしいものを作れるんじゃないかという予感がしたので思い切って飛び込みました。バスケットボールのヒリつく空気感やそのシーンにハマる音楽を作っていく中で、いつもの10-FEETでは絶対に出てこない音階や音色がでてきました。エンドロールが終わるまでが映画だという思いで制作しましたので、ぜひ最後の1音まで映画館で楽しんでいただきたいです。—10-FEET
原作者・監督・脚本を手掛けた井上雄彦とともに作り上げ、製作に2年を費やした。映画公開より先に楽曲が配信されることが決まっていたため、映画の具体的なことを言い過ぎないような歌詞作りとなっている。
2022年11月12日に京都府立山城総合運動公園 太陽が丘特設野外ステージで行われた『10-FEET 25th ANNIVERSARY ONE-MAN TOUR 2022 FINAL in 太陽が丘』にてライブ初披露された。

## チャート成績
オリコン週間デジタルシングル（単曲）ランキングでは2週連続1位を達成。2023年4月12日時点でのストリーミング総再生回数は1億回を超えている。また、2024年6月19日時点でストリーミングの累計再生回数は3億回を突破した。

## ミュージック・ビデオ
2022年12月14日に公開。フリースタイル・バスケットボール・パフォーマーが出演しており、2024年12月現在7500万回以上再生されている。

## 収録曲
1. 第ゼロ感 [4:47]
作詞・作曲：TAKUMA／編曲：10-FEET

## テレビ演奏
- 2022年12月23日 - テレビ朝日系「ミュージックステーション ウルトラSUPER LIVE 2022」[11]
- 2023年3月10日 - テレビ朝日系「ミュージックステーション」[12]
- 2023年12月18日「CDTV ライブ!ライブ!」
- 2023年12月31日「第74回NHK紅白歌合戦」

## 受賞
- MTV Video Music Awards Japan 「Best Rock Video」（2023年）[13]

## カバー
- RAISE A SUILEN［レイヤ（Raychell）、チュチュ（紡木吏佐）］ - 2023年12月27日にゲーム『バンドリ! ガールズバンドパーティ!』に追加収録[14]。